# سعيد المفتي
يعتبر سعيد المفتي من زعماء الأردن ومن زعماء الشركس الذين ساهموا في تأسيسه ودعموا مسيرته. كان في طليعة مستقبلي الأمير عبد الله بن الحسين حين وصوله من الحجاز عام 1921 واستضافه في بيته عدة أيام. سانده وعمل معه واستمر في عطائه له حين وُلِّي الأمير ملكا على الأردن. واستمر مع إبنه الملك طلال بن عبد الله ومن بعده الملك الحسين بن طلال. ولد في عمان عام 1898 وتوفي عام 1989 ودفن فيها.

## سعيد باشا المفتي
تميز سعيد المفتي بقوة الشخصية وعرف عنه الصدق والأمانة والولاء، وملك موهبة القيادة التي أهلته لأن يكون شخصية سياسية تستحق أن تكلف بمنصب رئاسة الحكومة الأردنية. وهو من أصول شركسية ومن أسرة حبجوقة العريقة التي تنتمي بدورها إلى قبيلة القبرطاي. وهو مِن أبناء مَن هاجروا واستقروا في عمان وساهموا في بناء أردن حديث. تعلم بداية في الكتاتيب ثم انتقل إلى دمشق ليكمل دراسته في المدرسة السلطانية.

## يلبي النداء
في عام 1920 وتلبية لنداء الملك فيصل بن الحسين قاد سعيد المفتي بمعية ميرزا باشا قوة من ألف مقاتل من خيرة شباب الشركس إلى سوريا للمشاركة في محاربة الفرنسيين وفعلا توجهوا إلى سوريا. وما أن وصلوا حتى عرفوا نتيجة معركة ميسلون الشهيرة بقيادة يوسف العظمة والذي أستشهد فيها لعدم تكافؤ القوى ضد قوات الجنرال غورو الغازية. فعادوا أدراجهم إلى عمان.

## عمله في الحكومة
وفاة والده عام 1917 أجبرته على قطع دراسته والعودة إلى الأردن لرعاية أسرته. ولكنه بدأ نشاطا سياسيا واجتماعيا منذ شبابه. فقد فاز في الانتخابات وأصبح عضوا في مجلس الشورة وهو في العشرين من عمره. وكان أحد مؤسسي حزب الشعب الأردني في مارس من عام1927.
ساهم سعيد باشا المفتي في بناء نهضة الأردن وشغل مختلف المناصب وشارك في أكثر من وزارة كوزير أو نائب لرئيس الوزراء وكنائب في البرلمان أو كعضو في مجلس الأعيان حتى ترأسه ست مرات. تقاعد عام 1974 ليتفرغ لحياته الشخصية حتى توفي عام 1989. في حياته أحزنه استشهاد إبنه عزمي حزنا شديدا واعتبره أعز ما قدم للوطن.

### رئيس للوزراء أربع مرات
كلفه الملك عبد الله الأول بتشكيل حكومتين كما كلفه الملك حسين بن طلال بتشكيل حكومتين ما بين العام 1950 والعام 1955 على النحو التالي:
- أول مرة كلف فيها رئيسا الحكومة كان التاسع في ترتيب رؤساء الحكومات الأردنية في الفترة من 12 أبريل 1950 وحتى 14 أكتوبر 1950 وأهم ما ميزها حصول حكومته على موافقة مجلس الأمة المشكل من مجلسي النواب والأعيان، بالإجماع على وحدة الضفتين بوجود نواب فلسطينيين ونواب أردنيين. وأعلنت الضفتين بلدا واحدا باسم المملكة الأردنية الهاشمية مما جعله أول رئيس حكومة يعين حكومة مشكلة من وزراء أردنيين ووزراء فلسطينيين.
- ثم عهد اليه تأليف حكومته ثانية في 14 أكتوبر 1950 ولم تدم طويلا حيث أنها استقالت بتاريخ 4 ديسمبر 1950.
- كلف بالحكومة الثالثة في 30 مايو 1955 واستمرت حتى 15 ديسمبر 1955.
- والحكومة الرابعة في الفترة من 22 مايو 1956 إلى 1 يوليو 1956.

### رئاسة مجلس الأعيان
عين رئيسا لمجلس الأعيان الأردني لستة فترات في الأعوام 1955 و1959 و1967 و1971 (مرتين) و1973.

## نشاطات ضمن المجتمع الشركسي
كان من كبار الشخصيات القيادية الشركسية وقدأمضى حياته مساندا للشركس في الأردن فهم أبناء شعبه سواء كأردنيين أو كشركس وقد شكل مع مجموعة من رجال الشركس المجلس العشائري الشركسي في الأردن عام 1962 وكان أول رئيس له.
تولى رئاسة الهيئة الإدارية العاشرة للجمعية الخيرية الشركسية في عمان في الفترة 4-2-1944 وحتى 30-11- 1945م

## أوسمة نالها
- وسام الاستقلال الأردني من الدرجة الأولى.
- وسام الكوكب الأردني من الدرجة الأولى.
- وسام النهضة المرصع.
- وسام الرافدين العراقي من الدرجة الأولى.
- وسام النهضة الأردني من الدرجة الأولى.
- وسام الاستحقاق السوري من الدرجة الأول.ى
- وسام القبر المقدس البابوي.

## وصلات خارجية
- سعيد المفتي من الموقع الرسمي لرئاسة الوزراء في الأردن